# Giorgia Lo Bue
Giorgia Lo Bue, född 20 februari 1994, är en italiensk roddare. Under Världsmästerskapen i rodd 2018 i Plovdiv, Bulgarien, vann hon tillsammans med sin syster Serena Lo Bue klassen kvinnor lättvikt tvåa utan styrman.